# Джермани, Фернандо
Ферна́ндо Джерма́ни (итал. Fernando Germani; 5 апреля 1906, Рим — 10 июня 1998, Рим) — итальянский органист, композитор и музыкальный педагог.
Музыкант-вундеркинд, Джермани с четырёхлетнего возраста играл на фортепиано и скрипке, а в восемь лет начал брать уроки композиции у Отторино Респиги. Как пианист и органист учился у Раффаэле Манари. В 15 лет выступил как органист вместе с римским оркестром Августео. В 1927 г. совершил первые гастроли в США, в 1931—1933 гг. преподавал в органном классе Кёртисовского института. В 1934—1976 гг. профессор органа в римской Консерватории Санта-Чечилия, преподавал также в Академии Киджи (среди его учеников, в частности, Алессандро Эспозито).
Известен, прежде всего, как интерпретатор музыки Иоганна Себастьяна Баха. Об авторитете Джермани в этом качестве косвенно свидетельствует то, что к нему ездили учиться крупнейшие немецкие специалисты по Баху: Гельмут Риллинг, Эккехард Шнек и Эгидиус Долль. В 1945 г. стал первым итальянским органистом, исполнившим в одном цикле концертов все органные сочинения Баха; в связи с нехваткой электроэнергии в послевоенном Риме орган с электрической трактурой в римской церкви Святого Игнатия обеспечивался питанием Военно-морскими силами США.